# 夜柔吠陀
夜柔吠陀（羅馬化：Yajurveda），梵文是由（「祭祀」）和（「知識」）兩個字根構成的複合詞，漢譯為祭祀明論，是印度教四大吠陀經之第三部。內容著重於禮拜及牲禮等的宗教儀式。
夜柔吠陀主要分為兩卷集著：白夜柔吠陀以及黑夜柔吠陀（“白”是指本文與釋文區分清楚，“黑”是指本文與釋文分辨不清）。兩者都包含宗教儀式的必要韻文，後者卻額外包含儀式的註解散文與施行細則，而這散文也開梵語散文體裁之先河。

## 外部連結
梵語维基文库中与本条目相关的原始文献：